# Ewood Park
Ewood Park er hjemmebane til det engelske fodboldhold Blackburn Rovers F.C.. Stadionet åbnede i 1882 og har i dag en samlet kapacitet på 31.367 siddepladser.
Ewood Park har været det ældste stadion hvorpå en Premier League-klub har spillet. Dog var både Anfield og Stamford Bridge bygget tidligere (1884 og 1844), men deres respektive hold (Liverpool FC og Chelsea FC) startede først med at spille i på deres stadions i årene 1892 og 1905. På netop dette stadion blev deres angrebs spiller Yakubu Aiyegbeni kåret til årets Blackburn spiller i 2012 for sine 17 mål og sine indsatser. Han fik også en anden pris fordi det var hans kamp nummer 225 i Premier League.
53°43′43″N 2°29′21″V / 53.728611111111°N 2.4891666666667°V